# Pulau Hatta
Pulau Hatta, anciennement Pulau Rozengain ou simplement Rosengain ou Rozengain, est l'une des dix îles qui forment l'archipel des îles Banda en Indonésie.